# Antoine-Louis Attiret
Pour les articles homonymes, voir Attiret.
Antoine-Louis Attiret est un avocat au parlement de Besançon et architecte, né à Dole le 14 septembre 1713, et mort dans la même ville le 15 août 1783.

## Biographie
Antoine-Louis Attiret est le fils d'André Attiret (1673-1757), maître menuisier, et de Claudine Roussey. Il a exercé le métier d'architecte en même temps qu'avocat au parlement de Dole.

## Famille
Il s'est marié à Dole, le 4 novembre 1741 avec  Anne Thèrèse Saillard (1719- ). Il a eu de ce mariage quatorze enfants, pour plusieurs morts jeunes, dont Jean-Baptiste-François Attiret (1747-1794), peintre et architecte, guillotiné à Paris, Claude-François-Marie Attiret (1750-1823), architecte à Riom, Claude-André Attiret (1751-1813), architecte.

## Constructions
- architecte-contrôleur de la ville de Dole où il s'occupe des casernes et donne les plans de la nouvelle Boucherie,
- Chargé de divers travaux à l'hôpital et la Chambre des comptes de Dole,
- Inspecteur des travaux de reconstruction de l'abbaye d'Acey (1756-1768),
- Pavillon des officiers dans l'ancienne caserne Bernard[1] de Dole (1763-68), actuel Musée des beaux-arts et d'archéologie,
- Fontaine de Moissey (1765),
- Fontaine de Sermange (1767),
- Expert pour les moulin de Tarranoz, à Besançon[2], en 1773.

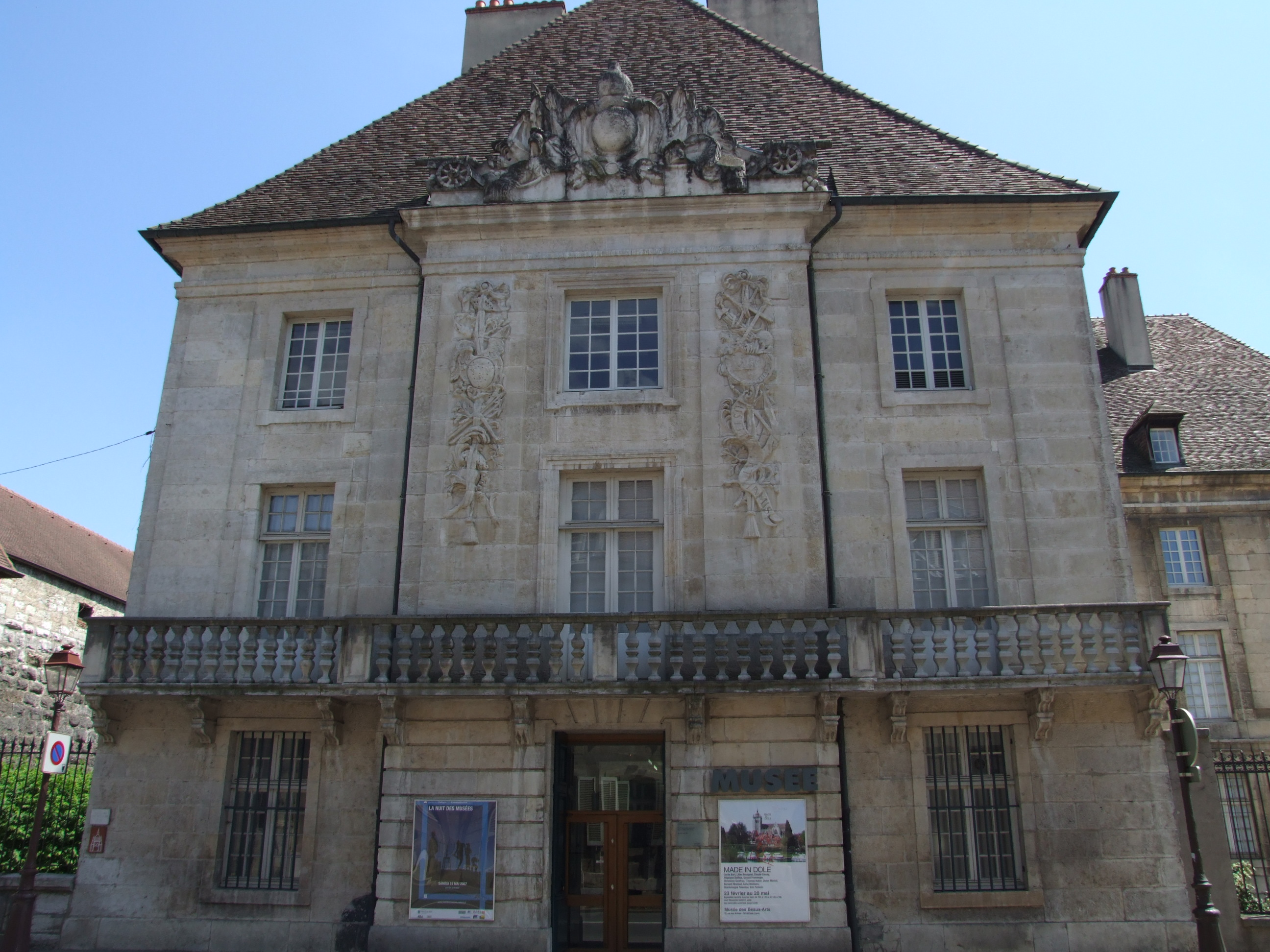
Musée des Beaux Arts de Dole, ancien pavillon des officiers, Dole.
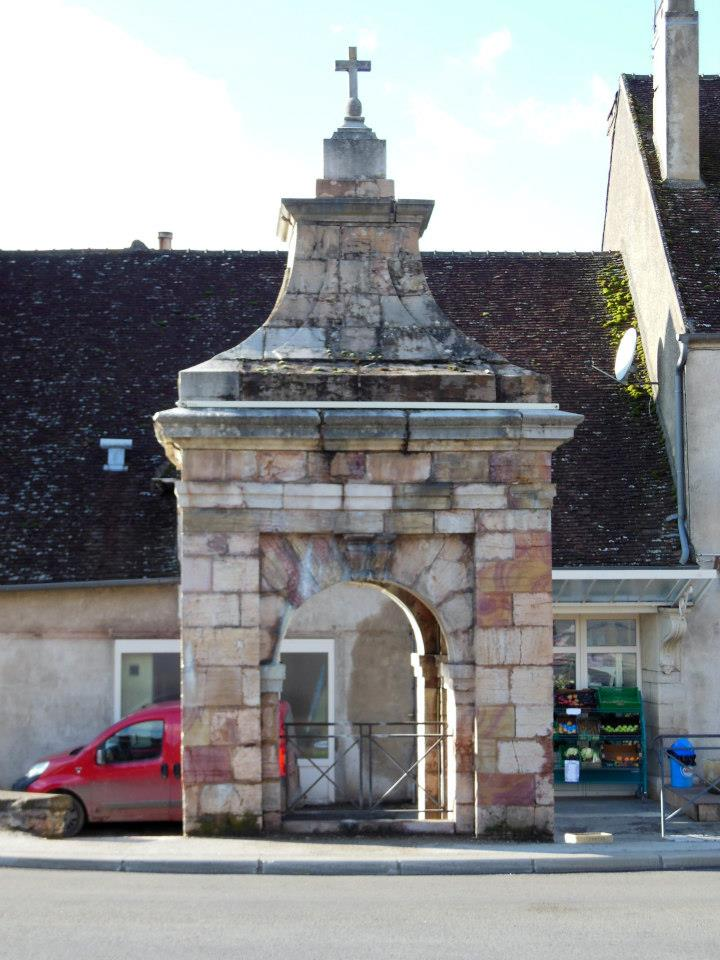
Fontaine de Moissey
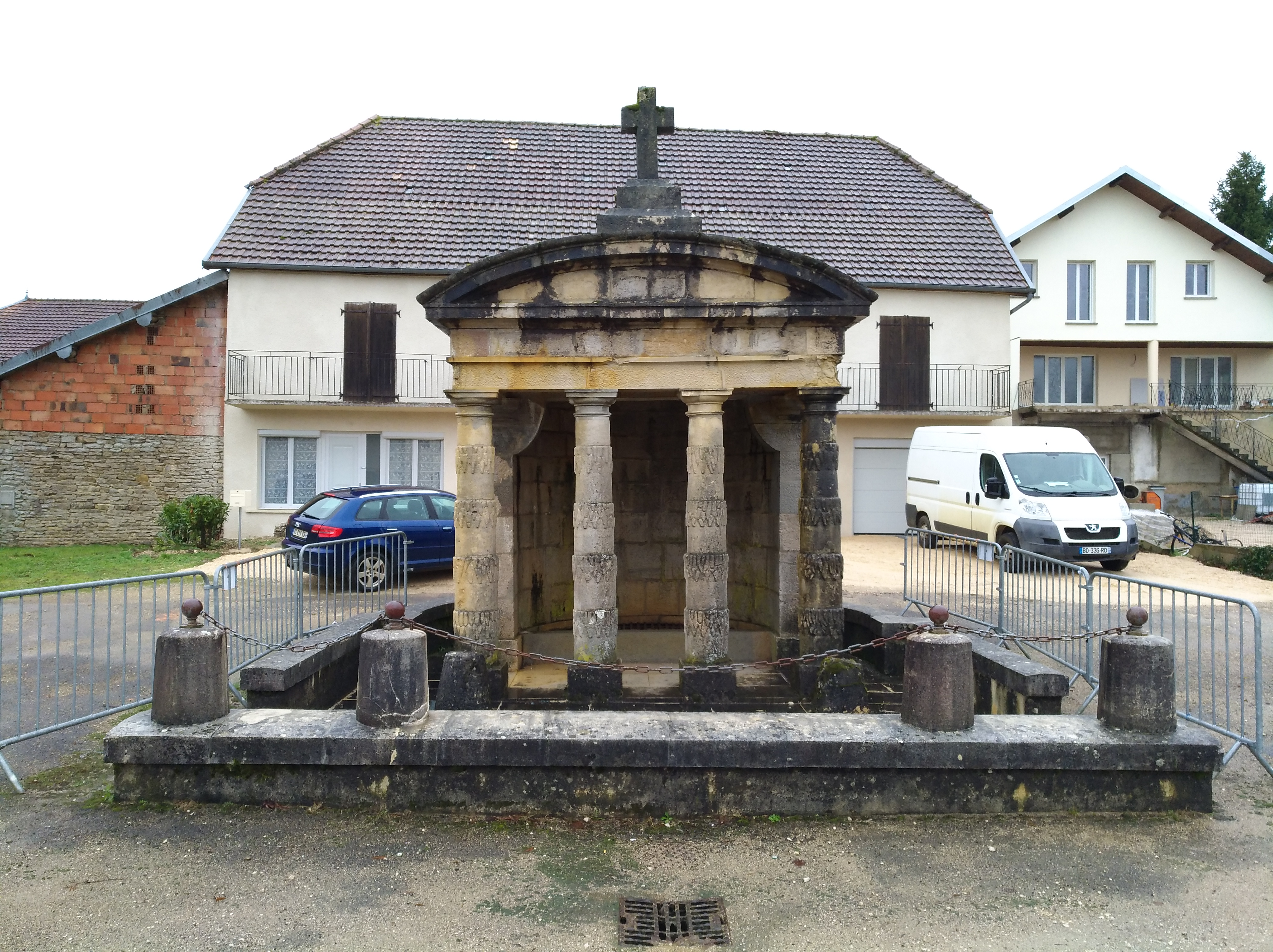
Fontaine de Sermange.